# Teinurosaurus
Teinurosaurus là một chi khủng long, được Nopcsa mô tả khoa học năm 1928.